# Udeni, Teleorman
Udeni este un sat în comuna Sârbeni din județul Teleorman, Muntenia, România. Se află în partea de est a județului, în Câmpia Găvanu-Burdea. La recensământul din 2002 avea o populație de 616 locuitori.
Primul grup de bulgari a venit în sat din zona Vidin în secolul al XVIII-lea. Următorul val a sosit în perioada 1806-1816, majoritatea fiind din Bulgaria de Est. Limba bulgară este înțeleasă de către cei mai în vârstă. În perioada 1910 - 1920, în sat locuiau 700 de bulgari din zona Rahova (regiunea Vrața). Aproximativ 90% din populație este de origine etnică bulgară. 